# Sericomyia slossonae
Sericomyia slossonae är en tvåvingeart som beskrevs av Charles Howard Curran 1934. Sericomyia slossonae ingår i släktet torvblomflugor, och familjen blomflugor. Inga underarter finns listade i Catalogue of Life.